# بيل أندرو
بيل أندرو (بالإنجليزية: Bill Andrew)‏ هو متسابق دراجات نارية نيوزيلندي، ولد في 13 ديسمبر 1940 في بالميرستون نورث في نيوزيلندا.